# Manhole (película de 2016)
Manhole es una película india en lengua malabar  estrenada en 2016 dirigida por Vidhu Vincent, que describe la vida y las luchas de la hija de un limpiador de alcantarillas y recogedor de basuras o excrementos. La película fue premiada como Mejor Película del año 2016 por el jurado de los Kerala State Film Awards 2016 y la directora de la película fue seleccionado como Mejor Director del año 2016. Esto convirtió a Vidhu Vincent en la primera mujer en ganar el premio a la mejor directora en la historia de los Kerala State Film Awards desde su creación en 1969. Según el presidente del jurado, Apurba Kishore Bir, Manhole fue la elección unánime entre los miembros del jurado para llevar de manera convincente la difícil situación de los marginados a la pantalla.
La película también fue elegida como una de las dos únicas películas en idioma malabar en la categoría de competencia del Festival Internacional de Cine de Kerala (IFFK) 2016. Esto ha convertido a Vidhu Vincent en la primera mujer directora en ingresar a la sección de competencia en los veinte años de historia de IFFK. Manhole es el primer largometraje dirigido por Vidhu Vincent. La película también ganó el premio FIPRESCI: Mejor película malayalam durante el IFFK 2016. La película fue seleccionada para el premio "por la cruda realidad con la que la película arroja luz sobre la persistente inhumanidad de los limpiadores en India, a pesar de estar legalmente prohibida, de una manera cinematográfica y elocuente".

## Sinopsis
Shalini (interpretado por Renu Soundar) es la hija de Ayya Swami (interpretado por Ravi Kumar), un trabajador de las alcantarillas, y Pappathi (interpretado por Shaylaja J) que es una criada. Intenta ocultar su identidad de casta para evitar la exclusión social entre sus amigos de la escuela. Ella trata de presionar a su padre para que abandone el trabajo que está haciendo, pero fracasa porque sus opciones vocacionales están circunscritas por sus antecedentes de casta. La muerte de su padre en un accidente mientras trabajaba en la alcantarilla revela su identidad a sus amigos. Le resulta difícil enfrentar la antipatía social y el estigma hacia ella debido a los antecedentes sociales y de casta de su familia. Después de la muerte de su padre, la carga de dirigir la familia recae sobre su madre. Shalini también comienza a trabajar en el supermercado local. Logra aprobar el examen de ingreso para realizar un posgrado en Derecho. Su amiga Marimuth, que también se dedica a la recolección para apoyar sus estudios, se enfrenta al mismo destino que su padre. Se desprende del rumbo que ha seguido en la vida y decide luchar contra la situación de no salida en la que están atrapados los que se dedican a la recolección de residuos.

## Reparto
La historia y el guion de la película fue de Umesh Omanakuttan. El director de fotografía fue Saji Kumar, el editor Appu Bhattathiri, el diseñador de sonido Faizal Ahamed. La película fue producida por Vincent MP. El director de arte fue Ajith Plakkadu y el director musical fue Sidhartha Pradeep.
| Personaje                | Reparto            |
| ------------------------ | ------------------ |
| Murugan                  | Munshi Baiju       |
| Abogado gubernamental    | Saji TS            |
| Pappathi                 | Shylaja J          |
| Abogado activista        | Sunnykutty Abraham |
| Ayyan                    | Ravi Kumar         |
| Funcionario del gobierno | IR Prasad          |
| Shalini                  | Sonda Renu         |
| Comisión                 | Gouri Dasan        |
| Testigo en la Comisión   | Sunder Raj         |
| Mini                     | Mini MR Kanavu     |
| Marimuthu                | Suni RS            |